# Vanity Fair (film, 1911)
Pour les articles homonymes, voir Vanity Fair.
Pour plus de détails, voir Fiche technique et Distribution.
Vanity Fair est un court-métrage muet réalisé par Charles Kent en 1911.

## Distribution
- Helen Gardner : Becky Sharp
- William V. Ranous : Lord Steyne
- John Bunny : Joseph Sedley
- Harry Northrup : capitaine Rawdon Crawley
- Alec B. Francis : Pitt Crawley
- Leo Delaney : George Osborne
- Tefft Johnson : capitaine Dobbin
- Kate Price : Miss Crawley
- William Shea : Sir Pitt Crawley
- Charles Kent : John Sedley
- Mrs. B.F. Clinton : Mrs. Sedley
- Rose Tapley : Amelia Sedley
- Herman Rogers
- William R. Dunn
- Ferris Harcourt
- Florence Ashbrooke
- Ruth D. Blake
- Robert Taber
- Harry Mayo
- Robert Gaillard
- Richard Storey : le chasseur (comme Dick Storey)